# Festlandsockel-Bergverordnung
Die Festlandsockel-Bergverordnung (FlsBergV) war eine zwischen 1989 und 2018 gültige Verordnung mit rechtlichen Bestimmungen, die bei der Aufsuchung, Gewinnung und Aufbereitung von Bodenschätzen im Bereich des Festlandsockels zu beachten waren.

## Rechtsgrundlage
Ihre Ermächtigung hat die FlsBergV in den §§ 65–68 des Bundesberggesetzes, das nach seinem § 2 Abs. 3 BBergG auch für bestimmte Tätigkeiten im Bereich des Festlandsockels der Bundesrepublik Deutschland sowie für Unterwasserkabel, Transit-Rohrleitungen und für Forschungshandlungen gilt.
Der Sicherheit, dem Gesundheits- sowie dem Umweltschutz bei der Aufsuchung, Gewinnung und Aufbereitung von Bodenschätzen auf dem Festland sowie im Bereich des Festlandsockels dient zunächst die Allgemeine Bundesbergverordnung vom 23. Oktober 1995. Der Bereich des Festlandsockels ist ergänzend in der Festlandsockel-Bergverordnung geregelt.
Nach Artikel 5 Abs. 2 der Änderungsverordnung zu bergrechtlichen Vorschriften im Bereich der Küstengewässer und des Festlandsockels ist die Festlandsockel-Bergverordnung seit 19. Juli 2018 nicht mehr gültig.

## Inhalt
Die FlsBergV enthält Maßnahmen zur Gewährleistung des Arbeitsschutzes und zur Sicherheit von Plattformen.
Mit der Verordnung wurden auch die arbeitsschutzrechtliche Änderungsrichtlinie 95/63/EG vom 5. Dezember 1995 und die UVP-Änderungsrichtlinie 97/11/EG vom 3. März 1997 umgesetzt.
Der umfangreiche 2. Abschnitt (§§ 2–18) der FlsBergV nimmt unter anderem Regelungen zu Arbeitsschutz und Arbeitssicherheit, zu den Arbeitsbedingungen, zur Gefahrenabwehr, zur Verwendung von Plattformen sowie zu Taucharbeiten und Arbeiten in Unterdruckkammern vor. In § 10 Abs. 3 werden durch Verweisung auf den IMO-Code von 1989 der Internationale Seeschifffahrts-Organisation für den Bau und die Ausrüstung beweglicher Offshore-Bohrplattformen einschließlich ihn ergänzender Empfehlungen der Nordsee-Anliegerstaaten diese internationalen Standards verbindlich.
Im 3. Abschnitt (§§ 19–25) werden vor allem sicherheitliche Vorgaben bei der Aufsuchung und Gewinnung durch Bohrungen, namentlich von solchen nach Erdöl und Erdgas, erteilt.
Der 4. Abschnitt (§§ 26–34) regelt Belange des Meeres- und Meeresbodenschutzes, der 5. Abschnitt (§§ 35–39) solche der Gefahrenabwehr in Bezug auf den Schiffs- und Luftverkehr sowie auf Unterwasserkabel.
Die ausführlichen Schlussvorschriften des 6. Abschnitts (§§ 40–49) umfassen unter anderem Bestimmungen zur betrieblichen Sicherheit und Verantwortlichkeit, zur Anzeige von besonderen Ereignissen und Unfällen sowie zum Zugänglichmachen des Verordnungstextes durch den Unternehmer. Der darin ebenfalls enthaltene Ordnungswidrigkeiten-Katalog (§ 47 FlsBergV) ist materiell von den Vorschriften der Verordnung über die Zuständigkeit für die Verfolgung und Ahndung von Ordnungswidrigkeiten im Bereich des Festlandsockels (FlsOWiZustV) vom 14. Januar 1982 (BGBl. I S. 6) zu unterscheiden, die lediglich Bezug auf „die Verfolgung und Ahndung von Ordnungswidrigkeiten im Bereich des Festlandsockels im Zusammenhang mit Forschungshandlungen“ nehmen (§ 1 FlsOWiZustV).
Der praktische Anwendungsbedarf besteht vor allem bei Offshore-Bohrungen nach Lagerstätten, aber seit einiger Zeit auch bei der Errichtung einzelner Offshore-Windenergieanlagen und gegebenenfalls zukünftig bei der Einrichtung von Offshore-Windparks.

## Offshore-Bergverordnung
Für Betriebe, deren Tätigkeiten im Offshore-Bereich nicht dem Bergrecht unterliegen, gilt zur Erreichung der Ziele, welche die Richtlinie 2013/30/EU vorgibt, die Offshore-Bergverordnung.